# Excalibur, una leyenda musical
Excalibur, una leyenda musical es un musical de Cibrián-Mahler basado en la leyenda del Rey Arturo, con libro y letras de Pepe Cibrian Campoy, música original de Ángel Mahler y producción de Julieta Kalik y Leonardo Cantone. Fue estrenado el 18 de enero de 2012, en el teatro Astral con más de 28 artistas en escena y orquesta en vivo. Es protagonizado por Juan Rodó (Merlín), Emilio Yapor / Rodrigo Rivero (Arturo), Candela Cibrián / Florencia Spinelli (Morgana) y Luna Perez Lening / Sol Montero (Guenevier).

## Sinopsis
Esta obra narra las hazañas de Arturo para recuperar aquello que le dará el derecho a reclamar su reino, ya que su padre, el Rey Algac, antes de morir, le otorga a su hijo Arturo a Excalibur para que tenga que lanzarla y reconquistarla. Habla del casual encuentro entre Arturo y su amada Guenevier el día de su boda interrumpida por las fuerzas del mal encabezadas por Morgana. 
El mítico personaje de Merlín no es aquí un encantador anciano sino un poderoso y tierno guerrero cuyo reino y él mismo solo son de color azul, mientras que el de Morgana es rojo y negro. Además de estos personajes surgen Golbar, hermanastro de Arturo y su terrible madre, Laria. Ambiciosos y sin límites harán lo imposible para arrebatarle la corona a Arturo y tratar de conquistar para ellos el omnipotente poder de la espada Excalibur, hundida en una roca de la que solo podrá ser extraída por aquel elegido y de puro corazón. Pero Excalibur al mismo tiempo y sobre todo, habla sobre los valores del sentido de la pelea en la vida por conseguir aquello que deseamos que en definitiva traerá felicidad, no solo a quien lo logre si no a todos aquellos que lo rodean.

## Elenco
- Merlín: Juan Rodó.
- Arturo:  Emilio Yapor /Rodrigo Rivero
- Morgana: Candela Cibrian / Florencia Spinelli
- Guenevier: Luna Perez Lening / Sol Montero
- Laria: Diana Amarilla / Manuela Perin
- Golbar: Hernan Kuttel / Mauro Murcia
- Rey Algac: Leonel Fransezze / Pablo Rodríguez
- Rey Verix: Pablo Rodríguez.
- Consejero Supremo: Mauro Murcia.
- Elenco (Merlinos, Morganos, Pueblo): Facundo Miranda, Julieta Goncalves, Anabela Montes, Ania Bocchetti, Costanza Charro, Florencia Spinelli,  Manuela Perin, Sofía Petignat, Arnaldo Franchero, Tomás Waqulda, Diego Cáceres, Ignacio Francavilla, José Ignacio Nualart, Leonardo Vandone, Mariano Díaz, Matías Ojeda, Rodrigo Rivero, Santiago Boiero, Eluney Zalazar.[3]

## Personal
- Libro y Letras: Pepe Cibrian Campoy.
- Música Original: Angel Mahler.
- Diseño Escenográfico: Carlos López Cifani.
- Diseño de Vestuario: Pepe Cibrián Campoy y Cristian Bernardini.
- Coreografía: Rubén Cuello.
- Arreglos corales y Dirección: Damián Mahler.
- Puesta de Luces: Pepe Cibrián Campoy y Tito Romero.
- Diseño de sonido: Osvaldo Mahler.
- Diseño efectos y magia: Salvador Sufrate, Guillermo Tallon y Hugo Valenzuela.
- Prensa y difusión: Patricia Brañeiro.
- Producción Ejecutiva: Julieta Kalik, Leonardo Cantone, Ángel Mahler y Liliana Mahler.
- Producción General: Compañía Argentina de Sueños S.A.
- Dirección General: Pepe Cibrian Campoy

## Orquesta
- Composición y Orquestaciones: Ángel Mahler.
- Dirección musical: Damian Mahler.
- Violín eléctrico: Dolores Stabilini.
- Chelo eléctrico: Florencia Stabilini.
- Flauta & Flautín: Fabián Aguiar.
- Oboe: Lis Rigoni.
- Clarinete & Clarinete Bajo: Germán Moine.
- Timbales & Percusión electrónica: Guillermo Masutti.
- Cornos: Martcho Mavrov y Federico Schneebeli.
- Trompeta: Gabriel Archilla.
- Trombón bajo: Eduardo López.
- Piano: Ángel Mahler.
- Teclados: Giselle Morgan.
- Guitarra eléctrica: Emanuel Mahler.
- Bajo eléctrico: Carlos di Palma
- Batería & percusión electrónica: Daniel Cesano.
- Placas & percusión electrónica: Arturo Kellef